# Combat Aircraft
Combat Aircraft sont deux séries de livres publiés par l’éditeur britannique Osprey Publishing sur les avions de combat modernes.

## Généralités

### Combat Aircraft 1
Les fascicules de la première série Combat Aircraft constituent des monographies sur les principaux avions et hélicoptères de combat modernes. Un texte dense présente dans un premier temps le contexte dans lequel apparaît l’appareil, suivi par une description détaillée de l’engin et de ses équipements puis des missions et des armements emportés, sans oublier bien sûr une description de ses missions opérationnelles. Le principal intérêt de la série réside dans les illustrations basées sur des profils en couleurs, des écorchés de l’appareil, des dessins et des photographies en noir et blanc et en couleurs, ces dernières sur 8 pages pour un total de plus de 30 photographies au total par fascicule. Enfin, divers tableaux présentant par exemple les unités et forces aériennes mettant en œuvre l’appareil, la liste d’éventuelles victoires aériennes ou encore décrivant les spécifications de l’appareil complètent cette monographie.

### Combat Aircraft2emouture
Une seconde série baptisée Osprey Combat Aircraft a vu le jour chez Osprey Publishing en 1997. Chaque fascicule de la série se concentre sur les appareils majeurs de l’histoire de l’aviation militaire, la technologie sous-jacente et les hommes qui les mettent en œuvre. Typiquement, un numéro comporte une trentaine de profils d’avions, plusieurs pages montrant les décorations arborées ainsi que des photographies en noir et blanc. Les principaux conflits allant de la Seconde Guerre mondiale à l’Afghanistan sont abordés.

## Journalistes
Les principaux contributeurs de la première série sont Lindsay Peacock, Mike Spick et Bill Gunston (première série).
Concernant la deuxième série Combat Aircraft, les principaux contributeurs sont, par ordre décroissant d’apparition[Quoi ?], Jon Lake, Martin Bowman, John Weal, Tony Holmes, Barrett Tillman (en), Peter Davies, Peter Mersky, Robert F. Dorr, Steve Davies, Shlomo Aloni et Warren Thompson pour les textes ainsi que Chris Davey, Jim Laurier, Mark Styling, Tom Tullis, Mark Rolfe et John Weal pour les illustrations.